# Torņakalns
Torņakalns (en allemand : Thorensberg) est un voisinage (en letton : apkaime) de Riga, arrondissement de Zemgale (en letton : Zemgales priekšpilsēta), banlieue de l'aire urbaine (en letton : pilsēta) de la capitale. Située dans le quartier historique de Pārdaugava (en) (littéralement de l'autre côté de la Daugava), Torņakalns se trouve sur la rive occidentale de la Daugava, le fleuve de la capitale lettone.

## Étymologie
Torņakalns signifie littéralement la colline de la tour. Son nom vient de ce qu'une tour fortifiée se trouvait au bord de la Daugava au Moyen Âge, utilisée pour donner l'alerte dans Riga en cas de menace sur la cité, notamment de troupes ennemies s'apprêtant à traverser le fleuve. La tour n'existe plus aujourd'hui.

## Géographie
Torņakalns est bordé par les voisinages de Āgenskalns, Ziepniekkalns, Atgāzene et Bieriņi, le pont Salu (Salu tilts, « pont de l'Île ») et le centre historique du Vieux Riga (Vecpilsēta). 
Il est délimité par Bieķengrāvis, le pont Salu, les rues Kārļa Ulmaņa gatve, Viesītes iela, Ģimnastikas iela, Ojāra Vācieša iela, la ligne du chemin de fer Rīga—Jelgava, la rivière Mārupīte, l'étang Māras dīķis, le petit parc d'Arcadie, le boulevard d'Uzvara (Uzvaras bulvāris), Akmens tilts, et le fleuve Daugava.
Avec ses 3,21 km2, Torņakalns est un voisinage plutôt petit, représentant environ 2/5e de la superficie moyenne des autres apkaimes. Il intègre l'ancien faubourg ainsi que les constructions récentes de Bieķensala et de Mūkusala. Les limites de l'apkaime reprennent bien les anciennes limites du faubourg, quoique sa partie sud-est n'y soit pas historiquement rattachée.

## Histoire
Vers la fin du XIXe siècle, Torņakalns se constitue en faubourg de Riga. Par exemple, en 1852, un grand parc y est aménagé par l'autorité municipale de Riga, pour l'agrément des citadins. Ce parc deviendra le parc d'Arcadie. En 1919, les combats pour la prise de Riga font y rage lors de la guerre d'indépendance lettone.
En 1940, l'Union soviétique annexe la Lettonie et se lance dans des déportations massives de Lettons considérés comme des menaces pour le nouveau régime soviétique. Comme ce faubourg bourgeois accueillait bon nombre de personnes influentes, ces déportations se font au départ de la gare de Torņakalns. Les demeures sont pour bon nombre d'entre elles confisquées, pour être soit redivisées en petits appartements soit utilisées par des services publics, cliniques ou jardins d'enfants. Pendant la Seconde Guerre mondiale, le service de chemin de fer entre Riga et Torņakalns est supprimée, après la destruction du pont ferroviaire sur la Daugava.
Après guerre, Torņakalns connaît un afflux de migrants, majoritairement des ressortissants des autres républiques soviétiques, réduisant ainsi la proportion de Lettons dans la population du quartier. Au sein de la RSS de Lettonie, le réseau ferré est électrifié, le réseau de tramways est étendu, les usines du complexe militaire et l'arsenal procurent l'emploi.
Après que la Lettonie a retrouvé son indépendance en 1991, de nombreux ressortissants des minorités non lettones quittent le pays, et les noms de rue de l'ère soviétiques sont supprimés. Un wagon de marchandise est installé à la gare de Torņakalns en mémoire des déportations staliniennes. Mais dans le même temps, le Mémorial de la victoire de l'armée soviétique, installé en 1985 au nord du voisinage par le régime soviétique, est conservé ; il demeure un symbole pour la minorité russe de la ville.
Dans le quartier, de nos jours, les principales zones commerciales sont le marché d'Āgenskalns (Āgenskalna tirgus) et les supermarchés de la rue Vienibas Gatve. Après la période d'incertitude économique ayant fait suite immédiatement après l'indépendance, le voisinage a retrouvé son faste passé, redevenant une banlieue huppée aux magnifiques jardins, à quelques minutes du vieux Riga. La plupart des habitants de Torņakalns font l'aller-retour quotidien vers le quartier d'affaires en empruntant le train express, dont le réseau est plutôt dense dans le voisinage, ainsi que le tramway et le trolleybus.

## Ambiance
Torņakalns a été très tôt rattaché à Riga, riche faubourg constitué principalement de jardins et de grandes demeures. Il contraste avec les banlieues de l'ère soviétique comme Zolitūde et Ziepniekkalns. Le Mārupes parks (« parc de la crique de Marie ») entoure le Māras diķis (« l'étang de Marie »), autrefois bordé d'un moulin. La Mārupīte (« crique de Marie ») se poursuit dans le parc d'Arcadie, où des travaux paysagés datant du début du XXe siècle ont apporté une touche d'exotisme à la ville.

## Transports
Les transports du voisinage sont
- Bus: 3, 4, 4z, 7, 8, 10, 21, 22, 23, 25, 26, 30, 32, 35, 38, 39, 42, 43, 44, 46, 54, 55
- Trolleybus: 19, 24, 27
- Tramway: 2, 4, 5, 10

## Galerie

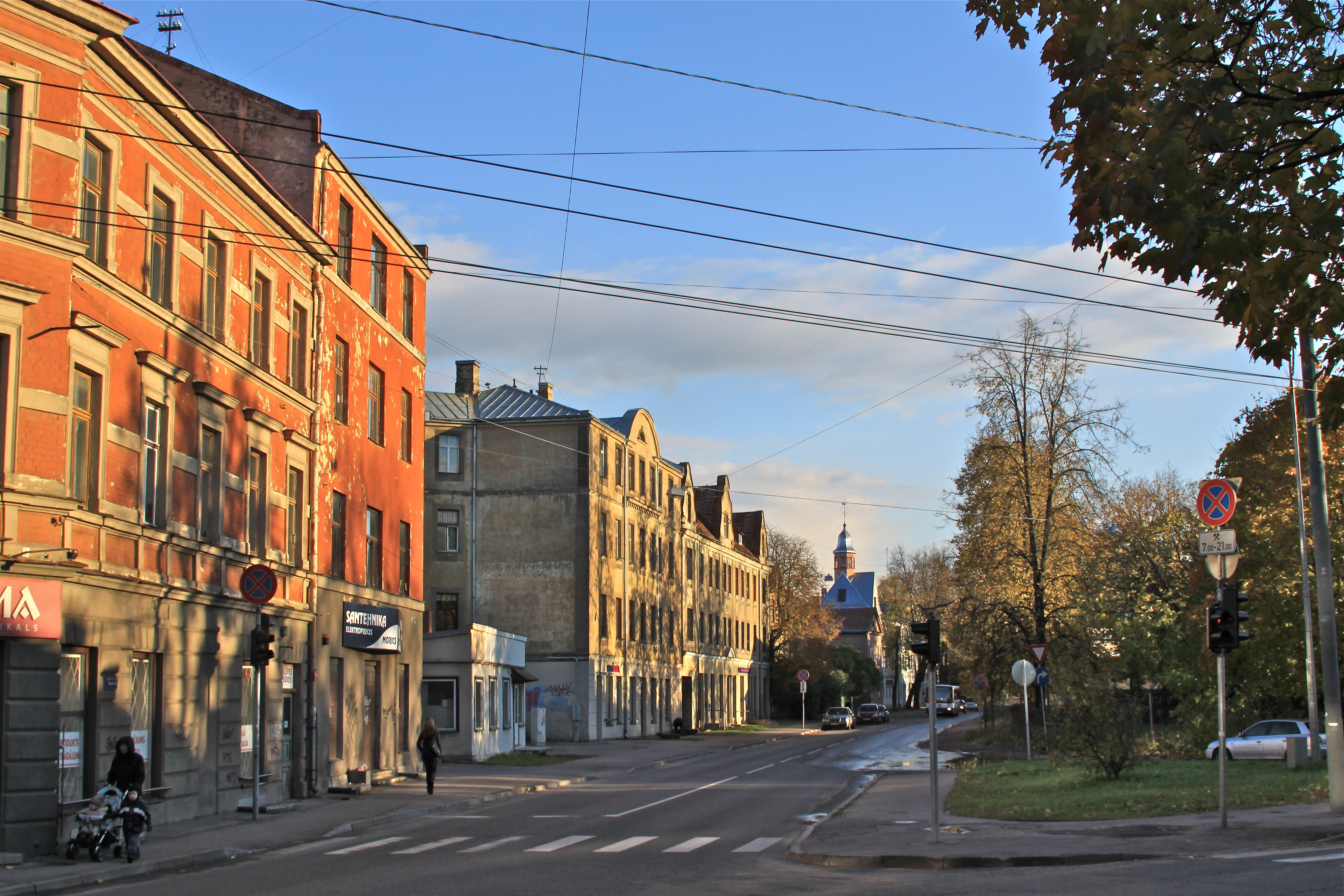
Rue de Bauska (lv).
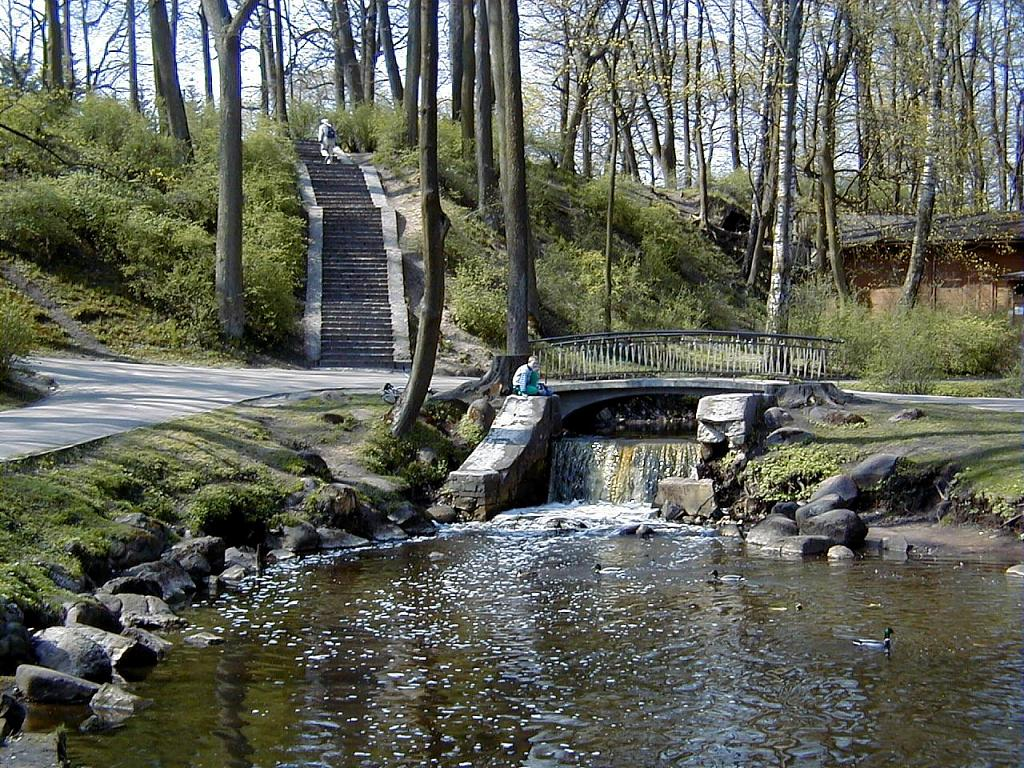
Parc d'Arcadie.
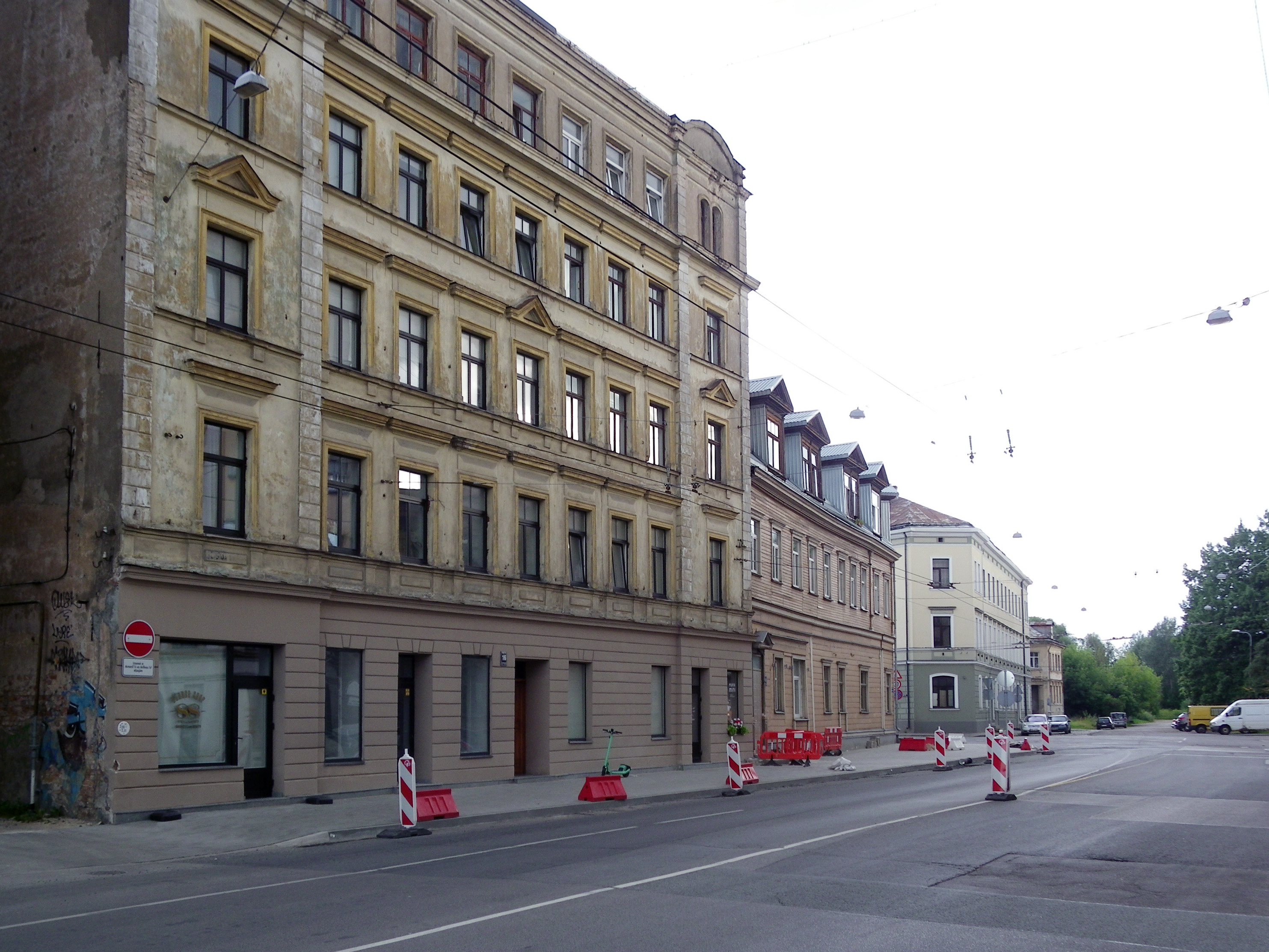
Akmeņu iela (Rue des Pierres)
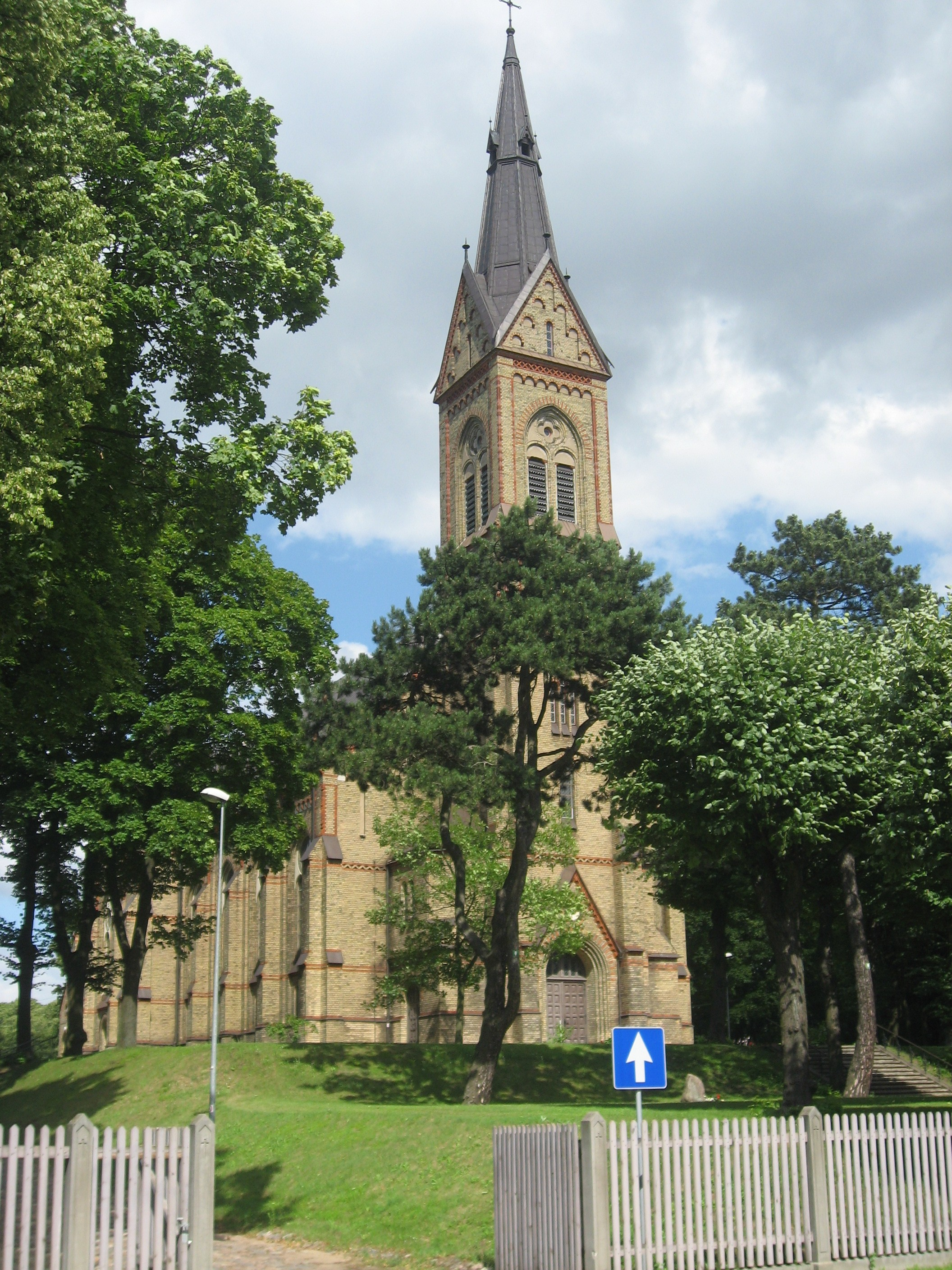
Église de Luther
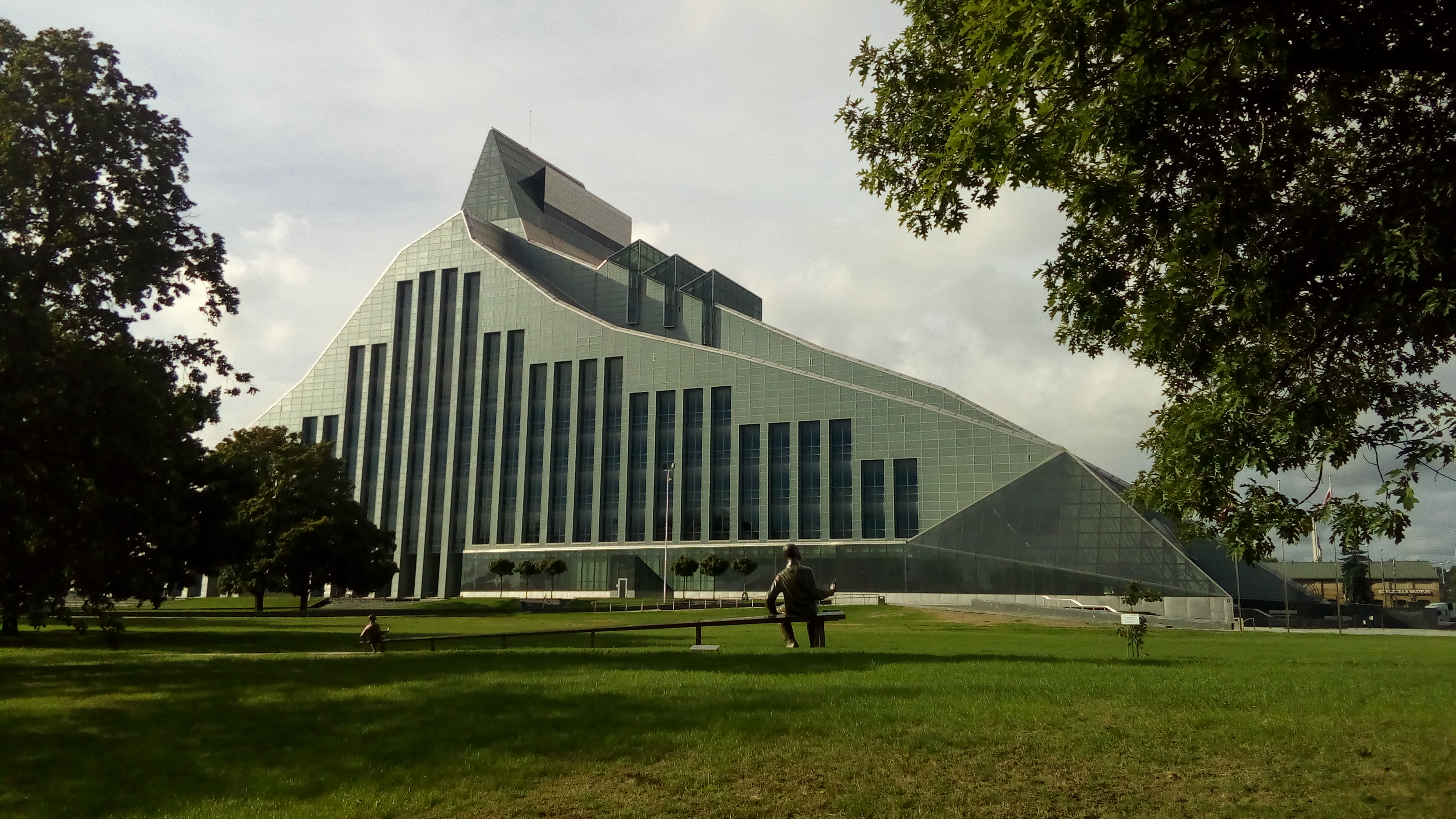
Bâtiment principal de la bibliothèque nationale